# The Strange Case Of...
Albums de Halestorm
Halestorm
(2009) Into the Wild Life
(2015)
Singles
1. Love Bites (So Do I)
Sortie : 2012
2. Here's to Us
Sortie : 2012
3. I Miss The Misery
Sortie : 2012
4. Freak like me
Sortie : 2012

The Strange Case Of... est le deuxième album studio du groupe américain Halestorm, sorti le 9 avril 2012 et produit par Howard Benson qui a aussi produit leur premier album. Le premier single et vidéo "Love Bites (So Do I)" de l'album a gagné un Grammy Award pour la Meilleure Prestation Hard Rock/Metal. La chanson "Here's To Us" a été reprise dans la série télévisée américaine Glee, avec des paroles "propres". Quatre des chansons présentes sur l'album étaient déjà sorties sur l'EP Hello, It's Mz. Hyde. Une édition deluxe de l'album est sortie, incluant trois chansons bonus.
Dans des interviews sur l'album, Arejay Hale a fait remarquer que cet album avait un son plus lourd que le précédent, qui était plus proche de leurs performances en concert.

## Liste des pistes
| 1.    | Love Bites (So Do I)                      | 3:11 |
| 2.    | Mz. Hyde                                  | 3:22 |
| 3.    | I Miss the Misery                         | 3:03 |
| 4.    | Freak Like Me                             | 3:38 |
| 5.    | Beautiful with You                        | 3:16 |
| 6.    | In Your Room                              | 2:46 |
| 7.    | Break In                                  | 4:45 |
| 8.    | Rock Show                                 | 3:19 |
| 9.    | Daughters of Darkness                     | 3:55 |
| 10.   | You Call Me a Bitch Like It's a Bad Thing | 3:11 |
| 11.   | American Boys                             | 3:28 |
| 12.   | Here's to Us                              | 2:57 |
| 40:56 |                                           |      |

| Chansons bonus de l'édition Deluxe | Chansons bonus de l'édition Deluxe                | Chansons bonus de l'édition Deluxe | Chansons bonus de l'édition Deluxe | Chansons bonus de l'édition Deluxe | Chansons bonus de l'édition Deluxe | Chansons bonus de l'édition Deluxe | Chansons bonus de l'édition Deluxe | Chansons bonus de l'édition Deluxe | Chansons bonus de l'édition Deluxe |
| No                                 | Titre                                             | Durée                              |                                    |                                    |                                    |                                    |                                    |                                    |                                    |
| ---------------------------------- | ------------------------------------------------- | ---------------------------------- | ---------------------------------- | ---------------------------------- | ---------------------------------- | ---------------------------------- | ---------------------------------- | ---------------------------------- | ---------------------------------- |
| 13.                                | Don't Know How to Stop                            | 3:55                               |                                    |                                    |                                    |                                    |                                    |                                    |                                    |
| 14.                                | Private Parts" (feat. James Michael de Sixx:A.M.) | 3:59                               |                                    |                                    |                                    |                                    |                                    |                                    |                                    |
| 15.                                | Hate It When You See Me Cry                       | 3:11                               |                                    |                                    |                                    |                                    |                                    |                                    |                                    |
| 52:01                              |                                                   |                                    |                                    |                                    |                                    |                                    |                                    |                                    |                                    |

| Chansons bonus de l'édition japonaise (prises de ReAniMate:The CoVeRs eP) | Chansons bonus de l'édition japonaise (prises de ReAniMate:The CoVeRs eP) | Chansons bonus de l'édition japonaise (prises de ReAniMate:The CoVeRs eP) | Chansons bonus de l'édition japonaise (prises de ReAniMate:The CoVeRs eP) | Chansons bonus de l'édition japonaise (prises de ReAniMate:The CoVeRs eP) | Chansons bonus de l'édition japonaise (prises de ReAniMate:The CoVeRs eP) | Chansons bonus de l'édition japonaise (prises de ReAniMate:The CoVeRs eP) | Chansons bonus de l'édition japonaise (prises de ReAniMate:The CoVeRs eP) | Chansons bonus de l'édition japonaise (prises de ReAniMate:The CoVeRs eP) | Chansons bonus de l'édition japonaise (prises de ReAniMate:The CoVeRs eP) |
| No                                                                        | Titre                                                                     | Durée                                                                     |                                                                           |                                                                           |                                                                           |                                                                           |                                                                           |                                                                           |                                                                           |
| ------------------------------------------------------------------------- | ------------------------------------------------------------------------- | ------------------------------------------------------------------------- | ------------------------------------------------------------------------- | ------------------------------------------------------------------------- | ------------------------------------------------------------------------- | ------------------------------------------------------------------------- | ------------------------------------------------------------------------- | ------------------------------------------------------------------------- | ------------------------------------------------------------------------- |
| 13.                                                                       | "Slave to the Grind" (reprise de Skid Row)                                | 3:31                                                                      |                                                                           |                                                                           |                                                                           |                                                                           |                                                                           |                                                                           |                                                                           |
| 14.                                                                       | "Bad Romance" (reprise de Lady Gaga)                                      | 4:08                                                                      |                                                                           |                                                                           |                                                                           |                                                                           |                                                                           |                                                                           |                                                                           |
| 15.                                                                       | "Hunger Strike" (reprise de Temple of the Dog)                            | 4:14                                                                      |                                                                           |                                                                           |                                                                           |                                                                           |                                                                           |                                                                           |                                                                           |
| 16.                                                                       | "All I Wanna Do Is Make Love to You" (reprise de Heart)                   | 5:02                                                                      |                                                                           |                                                                           |                                                                           |                                                                           |                                                                           |                                                                           |                                                                           |
| 17.                                                                       | "I Want You (She's So Heavy)" (reprise de The Beatles)                    | 6:49                                                                      |                                                                           |                                                                           |                                                                           |                                                                           |                                                                           |                                                                           |                                                                           |
| 68:34                                                                     |                                                                           |                                                                           |                                                                           |                                                                           |                                                                           |                                                                           |                                                                           |                                                                           |                                                                           |

## EP Hello, It's Mz. Hyde
Le groupe a sorti un EP comportant 4 chansons de l'album The Strange Case Of... avant la sortie de celui-ci.

### Liste des pistes
| No | Titre                | Durée |
| -- | -------------------- | ----- |
| 1. | Love Bites (So Do I) |       |
| 2. | Rock Show            |       |
| 3. | Daughers of Darkness |       |
| 4. | Here's To Us         |       |

## Membres du groupe
- Lzzy Hale – Chant, Guitares, Piano
- Arejay Hale – Batterie, Percussions, Chœurs
- Joe Hottinger – Guitare solo, Chœurs
- Josh Smith – Guitare basse, Chœurs

## Personnel
- Jamie Muhoberac – piano (piste 7)
- Phil X – guitares additionnelles (pistes 5, 12)
- Wolfgang Van Halen – chœurs (piste 12)
- Howard Benson – producteur
- Hatsukazu "Hatch" Inagaki – additional engineering
- Paul Decarli – ingénierie additionnelle et retouches numériques
- Marc Vargool – technicien guitare
- Jon Nicholson (de Drum Fetish) – technicien batterie
- Howard Benson – piano et programmation
- Lenny Skolnik – piano and programmation

## Classements
| Classement (2012)        | Meilleure position |
| ------------------------ | ------------------ |
| UK Albums Chart          | 49                 |
| UK Rock Chart            | 2                  |
| US Billboard 200         | 15                 |
| US Top Rock Albums       | 7                  |
| US Hard Rock Albums      | 1                  |
| US Alternative Albums    | 6                  |
| US Top Digital Albums    | 15                 |
| US Top Tastemaker Albums | 21                 |

### Classement de fin d'année
| Classement (2012)     | Position |
| --------------------- | -------- |
| US Hard Rock Albums   | 12       |
| US Rock Albums        | 59       |
| US Alternative Albums | 44       |

### Certification
L'album est certifié par la RIAA disque d'or en mars 2016, soit 500 000 unités vendues, puis disque de platine, c'est-à-dire un millions d'unités vendues, en juin 2022.